# Григор'ян Сергій Вартанович
Сергій Вартанович Григор'ян (14 квітня 1923 — 4 жовтня 1943) — учасник Німецько-радянської війни, Герой Радянського Союзу, радянський офіцер, командир санітарного взводу 19-го гвардійського повітряно-десантного полку 10-ї гвардійської повітряно-десантної дивізії 37-ї армії Степового фронту, гвардії лейтенант.

## Біографія
Народився 14 квітня 1923 року в місті Орджонікідзе (нині місто Владикавказ — столиця Північної Осетії) у сім'ї службовця. Через деякий час після народження його сім'я переїжджає до Грузинської РСР (нині Республіка Грузія) до села Тетрі-Цкаро, у якому він закінчив у 1940 році середню школу і вступив до Тбіліського педагогічного інституту імені О. С. Пушкіна. Війна не дала можливості закінчити виш молодому Григор'яну. Після першого курсу інституту, у перший день Німецько-радянської війни, 22 червня 1941 року, Сергій був призваний до лав Червоної Армії Орджонікідзевським районним військкоматом міста Тбілісі. Направлений до Харківського військово-медичного училища. Там протягом року він пройшов курс підготовки військових фельдшерів, після закінчення яких наприкінці 1942 року у званні молодшого лейтенанта був направлений до діючої армії. Ще перебуваючи в училищі та дивлячись, які людські втрати зазнає радянська армія, Сергій Григор'ян, ніби передчуваючи свою загибель, 16 вересня 1941 пише про це своїй тітці:
|  | Я жив, здоров, то же искренне желаю Вам. По всей вероятности, мы с Вами больше не увидимся и потому эту карточку хорошо храните как единственную память обо мне. Тётя! Если ты или Рузана получите какое-нибудь сообщение обо мне, то сразу маме не сообщайте... |
Командир санітарного взводу 19-го гвардійського повітряно-десантного полку (10-а гвардійська повітряно-десантна дивізія, 37-а армія, Степовий фронт) кандидат у члени ВКП(б) гвардії лейтенант медичної служби Сергій Григор'ян у битвах уміло організовував дії довіреного йому взводу, виявивши при цьому свої найкращі якості. У моменти, коли бої на якийсь час вщухали й над полями битв не лунали постріли, впевнений у перемозі своєї країни юнак був сповнений турботами про повоєнне майбутнє Батьківщини, про що він повідомляв рідним у листі від 21 травня 1942 року:
|  | После войны нам нужно будет вновь отстроить нашу Родину и потребуется много врачей, инженеров... так что пусть сестра Маро учится, учится, пусть учится и пусть всеми своими силами помогает Родине громить врага. |
У жовтні 1943 року під час боїв на плацдармі на правому березі річки Дніпро взводом під керівництвом відважного офіцера-медика з поля бою було винесено двісті п'ятдесят тяжко поранених. Особисто гвардії лейтенант медичної служби Григор'ян С. В. виніс 40 поранених зі зброєю[не знайдено в джерелі 903 дні]. Перебуваючи на полях битв із німецько-фашистськими військами, молодий лейтенант виявив відвагу та героїзм, що не залишилося непоміченим командуванням, яке нагородило лейтенанта за заслуги, вручивши медаль «За відвагу» та орден Червоної Зірки. Прагнучи поділитися з близькими такою радісною новиною, Григор'ян у листі до матері не проминув повідомити про своє нагородження:
|  | Мама джан! Сейчас пишу тебе всю правду... Я в течение 7 месяцев был на фронте. Воевал не плохо. Награждён медалью «За отвагу» и орденом Красной Звезды. |
4 жовтня 1943 року Сергій Григор'ян був тяжко поранений. Згідно з запискою командира 19-го стрілецького полку Гриньова в боях за село Ганнівка Верхньодніпровського району Дніпропетровської області молодий офіцер добу перебував в оточенні з бійцями та командиром батальйону. Намагаючись вийти з оточення, поранений командир батальйону підняв бійців в атаку та повів їх на прорив. Григор'ян під час бою, рятуючи командира, закрив його своїм тілом, унаслідок чого був сам смертельно поранений у живіт. Тяжкопораненого відважного медика було доставлено до санітарної частини в селі Дніпровокам'янка, у перев'язувальній якій він пізніше й помер. Похований був герой своїми товаришами у цьому ж селі на високому березі Дніпра.

Наступного дня після його смерті фронтова газета про фельдшера-героя Сергія Вартановича Григор'яна, який віддав своє життя за Батьківщину, напише статтю, яка почнеться з чотиривірша, присвяченого молодому медику:
|  | Памятники величавые вытянулись до туч. Тем, кто погиб со славою возле днепровских круч. |
24 жовтня 1943 року разом із повідомленням про смерть, надісланому його батькам, надійшов і лист від командування частини:
|  | Глубокоуважаемые родители! Решили написать Вам пару тёплых слов. Рассказать, как жил, работал и воевал ваш сын. Он был лучшим военфельдшером нашей части. Все приказы он выполнял любовно, честно и талантливо... Особенно он был красив в боях. Настоящий герой. Гв. капитан Плучин Гв. ст. лейтенант м/с Ваинтрадзе[5]. |
Указом Президії Верховної Ради СРСР від 20 грудня 1943 року за зразкове виконання бойових завдань командування на фронті боротьби з німецько-фашистськими загарбниками та виявлені при цьому мужність і героїзм гвардії лейтенанту медичної служби Григор'яну Сергію Вартановичу присвоєне звання Героя Радянського Союзу (посмертно). Грамота про присвоєння звання Героя передана на зберігання батькові, Вартану Павловичу Григор'яну, який на той час проживав у Тетріцкаройському районі в селі Тетрі-Цкаро Грузинської РСР.

## Нагороди
- Герой Радянського Союзу (20.12.1943, посмертно);
- орден Леніна (20.12.1943, посмертно);
- орден Вітчизняної війни II ступеня (24.10.1943)[6];
- орден Червоної Зірки (11.11.1943)[7];
- медаль «За відвагу» (24.07.1943)[8].

## Пам'ять
- На могилі героя у селі Дніпровокам'янка встановлено пам'ятник.
- 1960 року пам'ятник Герою Радянського Союзу С. В. Григор'яну урочисто відкрито у грузинському селі Тетрі-Цкаро.
- 1965 року на подвір'ї школи, де навчався Сергій Григор'ян, споруджено пам'ятник.